# گمینا رانبینو
گمینا رانبینو (به لهستانی:  Gmina Rąbino) یک گمینا در لهستان است که در شهرستان شویدوین واقع شده‌است. گمینا رانبینو ۱۸۰٫۰۰ کیلومتر مربع مساحت و ۳٬۹۳۵ نفر جمعیت دارد.